# Golf von Tarent

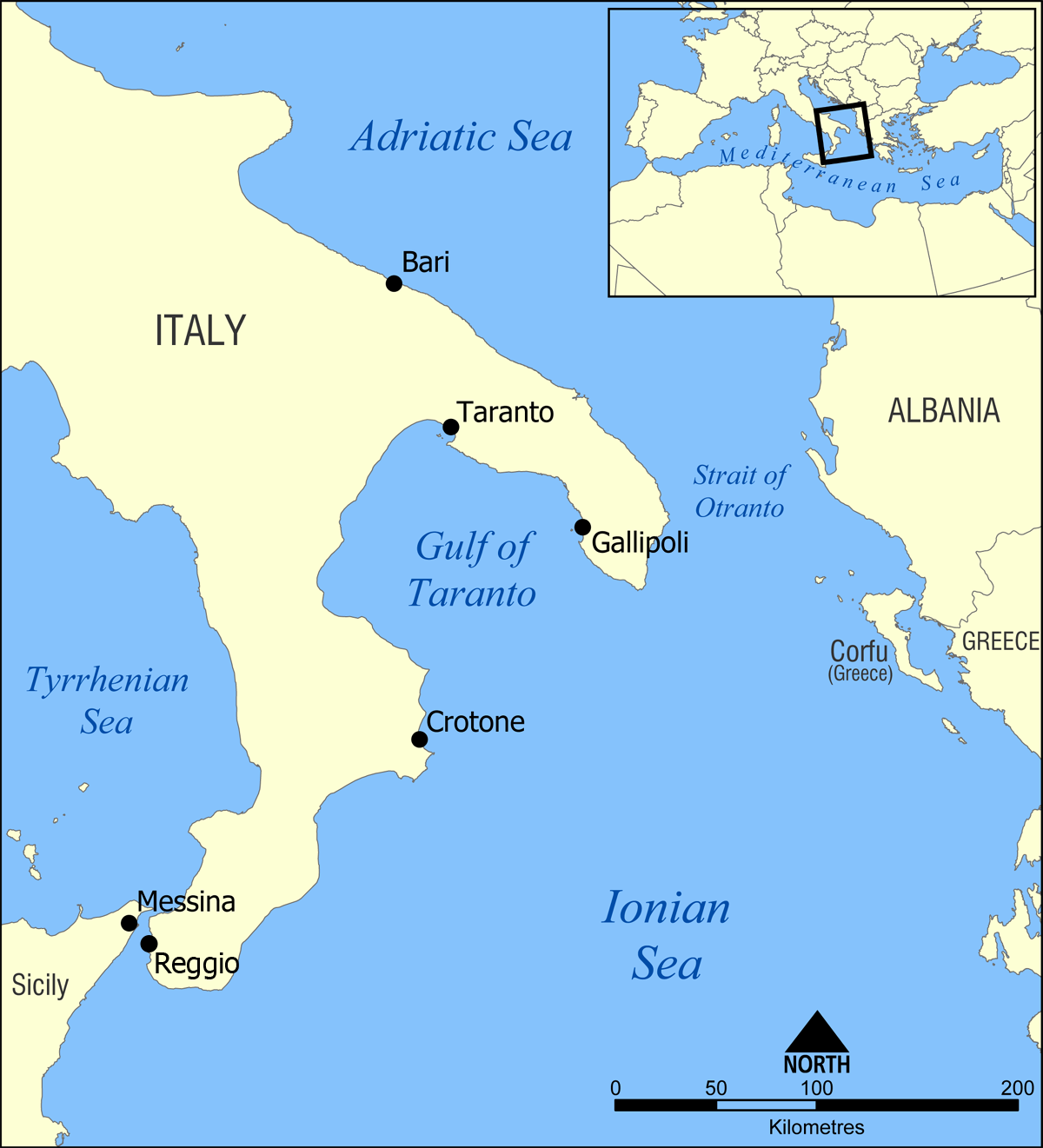
Karte

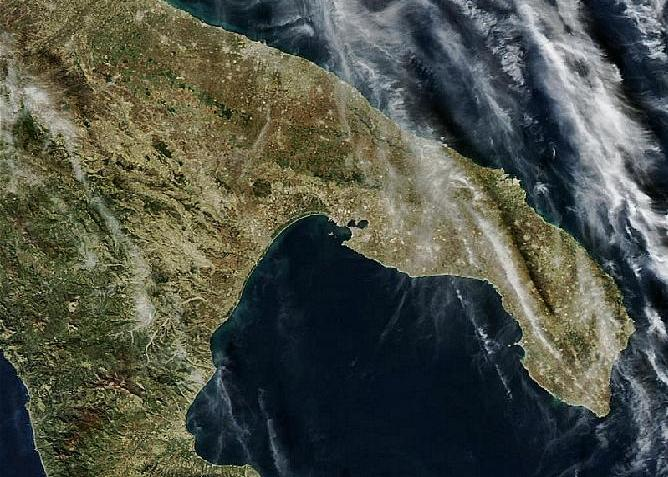
Satellitenbild

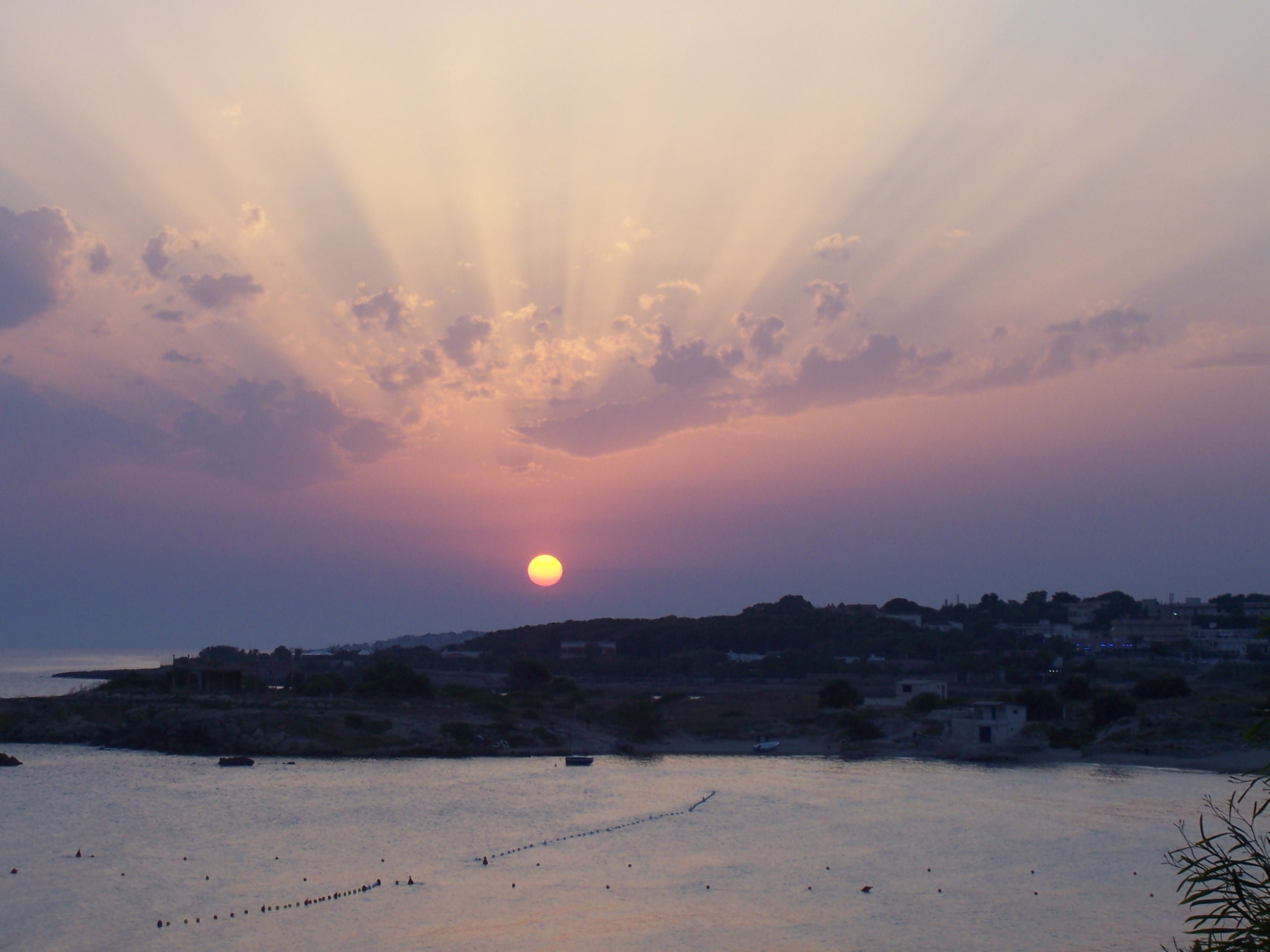
Sonnenuntergang im Golf von Tarent bei Montedarena

Der Golf von Tarent (italienisch Golfo di Taranto), benannt nach der Stadt Tarent, ist eine Bucht des Mittelmeers im Süden Italiens. Der auch als „Tarentinischer Meerbusen“ bezeichnete Golf liegt zwischen den beiden südlichen Ausläufern der stiefelförmigen Apenninhalbinsel. Die als „Absatz“ des Stiefels bezeichnete Halbinsel Salento im Osten gehört zu Apulien, die „Spitze“ des Stiefels im Westen zu Kalabrien, das ebenfalls eine Halbinsel bildet. Dazwischen liegen die Küstenabschnitte der Region Basilikata.
In der Antike war die Region um den Golf von Tarent – neben Sizilien – die Heimat vieler griechischer Kolonien und spielte lange vor dem Aufstieg des Römischen Reiches eine bedeutende Rolle als Bestandteil der Magna Graecia (siehe auch Geschichte von Tarent). Im Mittelalter wurde das Griechische weitestgehend vom Italienischen verdrängt, dennoch gibt es bis heute in Apulien und Kalabrien etwa 20.000 Sprecher neugriechische Dialekte, die Griko genannt werden.

## Geographie
Der Golf erstreckt sich über Hunderte von Quadratkilometern. Er ist ein Teil/Abschnitt des Ionischen Meeres, das wiederum ein Teil des Mittelmeers ist. Seine Lage lässt sich geografisch als nördlich einer gedachten West-Ost-Linie zwischen dem Capo Colonna (bei Crotone) und dem Punta Ristola bzw. Capo Santa Maria di Leuca beschreiben. Umgeben ist er auf drei Seiten von der Landmasse des italienischen „Stiefels/Stiefelabsatzes“ (in Apulien). Nordöstlich schließt sich die Adria-Küste an; als Gewässer die Mittelmeer-Straße von Otranto.
Die wichtigsten Orte am Golf von Tarent sind:
- Tarent (Taranto), der Haupthafen im Golf
- Corigliano Calabro (mit dem Ortsteil Schiavonea an der Küste)
- Crotone (im äußersten Westen und darüber hinaus)
- Gallipoli
- Nardo Galatone
- Rossano

Antike Orte:
- Heraclea
- Metapont
- Siris (Magna Graecia)
- Sybaris
- Thurii

Im Golf befinden sich u. a. die Inseln Cheradi, der Hafen Tarent und der Yachthafen Molo Sant’Eligio, sowie Campomarino von Maruggio, Gallipoli und Santa Maria di Leuca.